# Мостар (аэропорт)
Международный аэропорт Мостар (хорв. Međunarodna Zračna Luka Mostar, босн. Međunarodni Aerodrom Mostar) (ИАТА: OMO, ИКАО: LQMO) — аэропорт рядом с городом Мостар, Босния и Герцеговина, расположен в деревне Ортжеш в 7,4 км на юго-юго-восток от железнодорожной станции Мостар. Аэропорт Мостар начал осуществлять гражданские рейсы в 1965 году на внутренних линиях.
В 1984 аэропорт Мостара стал международным, он был объявлен альтернативным Международному аэропорту Сараево во время Зимних Олимпийских игр 1984 года. Аэропорт также завоевал популярность у паломников, направляющихся в Меджугорье.
С октября 2009 года регулярного авиасообщения из аэропорта Мостара нет.